# Verordnung (EU) 2018/1806 (EU-Visum-Verordnung)
Die EU-Visum-Verordnung (teilweise auch EU-Visa-Verordnung genannt, amtlich: Verordnung (EU) 2018/1806 des Europäischen Parlaments und des Rates vom 14. November 2018 zur Aufstellung der Liste der Drittländer, deren Staatsangehörige beim Überschreiten der Außengrenzen im Besitz eines Visums sein müssen, sowie der Liste der Drittländer, deren Staatsangehörige von dieser Visumpflicht befreit sind) ist eine Verordnung der Europäischen Union, die regelt, welche Drittstaatsangehörigen zum Einreisen in den Schengen-Raum für Kurzaufenthalte ein Visum in ihrem Nationalpass benötigen und welche visumfrei einreisen können. Die Verordnung trat am 18. Dezember 2018 in Kraft und ersetzt die gleichnamige Verordnung (EG) Nr. 539/2001 (EU-Visum-Verordnung). Es handelt sich um einen sogenannten kodifizierten Text. Mit ihm wird aus Gründen der Übersichtlichkeit und Klarheit die aufgehobene Verordnung in neuer Nummerierung neu in Kraft gesetzt.

## Sachlicher Geltungsbereich

Anwenderstaaten des Schengener Durchführungsübereinkommens.

Die Verordnung gilt in den sog. Schengen-Staaten unmittelbar und bedarf dort keiner gesonderten Umsetzung in nationale Rechtsvorschriften. Zu den Schengen-Staaten gehören grundsätzlich alle Mitgliedstaaten der Europäischen Union außer Irland. Im Falle Zyperns, das grundsätzlich Vollanwender ist, wegen des nicht gelösten Zypernkonflikts und der unklaren Situation in Nordzypern jedoch weiterhin Grenzkontrollen durchführt, gilt die Verordnung ebenfalls uneingeschränkt.
Ausgenommen vom Geltungsbereich innerhalb der Europäischen Union ist Irland. Für Einreisen nach Irland gelten dessen nationale Einreisebestimmungen.
Außerdem gilt die Verordnung in den sonstigen Staaten des Europäischen Wirtschaftsraums (EWR), mithin auch in Island, Norwegen und Liechtenstein. Die Verordnung gilt auch in der Schweiz, die mit der Europäischen Union ein bilaterales Abkommen geschlossen hat. Diese Staaten haben sich verpflichtet, den Schengen-Besitzstand in ihr nationales Recht zu übernehmen.

## Persönlicher Geltungsbereich

### Drittstaatsangehörige
Die Verordnung regelt die Voraussetzungen für kurzzeitige Einreisen nur von Drittstaatsangehörigen in den Schengen-Raum über eine Schengen-Außengrenze.
Sie betrifft damit nicht die Einreise von Staatsangehörigen der Schengen-Raum-Mitgliedstaaten, und zwar auch dann nicht, wenn sie in einen Schengen-Staat einreisen möchten, dessen Staatsangehörigkeit sie nicht besitzen (Beispiel: Ein Deutscher will aus der Türkei kommend nach Griechenland einreisen; die Verordnung ist auf den Deutschen nicht anwendbar). Staatsangehörige der Europäischen Union und der sonstigen Staaten des EWR sowie Staatsangehörige der Schweiz können jederzeit in jeden Schengen-Staat – ganz gleich über welche Außengrenze – ohne Formalitäten einreisen und genießen innerhalb der Schengen-Staaten volle Reisefreiheit; sie benötigen dazu weder ein Visum noch eine Aufenthaltserlaubnis. Ein Dokument, das ihre Nationalität belegt, genügt.
Die Verordnung ist auch nicht auf irische Staatsangehörige anwendbar, die in den Schengen-Raum einreisen möchten, da Iren aus Sicht der Schengen-Staaten keine Drittstaatsangehörigen sind. An diesem Beispiel zeigt sich, dass „Schengen-Freizügigkeit“ und europäische Freizügigkeit zwei unterschiedliche Institute sind: Iren genießen in der restlichen Europäischen Union und im EWR die volle europäische Freizügigkeit und bedürfen zum Aufenthalt in einem Schengen-Staat weder eines Visums noch einer Aufenthaltserlaubnis (das Gleiche gilt im umgekehrten Fall). Irland hat sich aber, um seine Grenze zu Nordirland innerhalb der dortigen unkontrollierten Common Travel Area offen zu halten, entschlossen, dem Schengen-Raum nicht beizutreten und lieber Kontrollen an seinen Seehäfen und internationalen Flughäfen in Kauf zu nehmen, weil dem Land das unkontrollierte Reisen von und nach Nordirland politisch wichtiger ist. An seinen Außengrenzen (außer zu Nordirland und zum restlichen Vereinigten Königreich) unterzieht es deshalb alle Reisenden, auch EU-Bürger, weiterhin einer Ausweis- und Zollkontrolle (obwohl die Zölle unter den EU-Staaten abgeschafft sind), während solche Kontrollen innerhalb des Schengen-Raums nicht mehr stattfinden. Solange diese Kontrollen durchgeführt werden, haben die anderen EU-Staaten in Bezug auf Personen, die aus Irland einreisen, grundsätzlich dasselbe Recht.
Mit dem Inkrafttreten des Austritts des Vereinigten Königreichs aus der Europäischen Union sind britische Bürger am 1. Januar 2021 Drittstaatsangehörige geworden. Die Änderungsverordnung (EU) 2019/592 berücksichtigt dies. Siehe auch Abschnitt Visumbefreiung.

### Kurzzeitige Aufenthalte
Die Verordnung betrifft nur kurzzeitige Aufenthalte von bis zu 90 Tagen in einem Zeitraum von 180 Tagen, also im Wesentlichen touristische Kurzaufenthalte. Daueraufenthalte (z. B. zur Familienzusammenführung, zum Studium, zum dauerhaften Arbeiten) werden von der Verordnung nicht erfasst. In diesen Fällen bedarf es regelmäßig eines nationalen Visums (auch wenn der kurzzeitige touristische Aufenthalt visumfrei wäre), das diesen Aufenthaltszweck ausdrücklich erlaubt. Die Erteilung eines solchen Visums richtet sich nach den nationalen Aufenthaltsvorschriften des Schengen-Staates, in dem der Daueraufenthalt vorgesehen ist.
Wer visumfrei oder mit einem Visum für den kurzzeitigen Aufenthalt zum Zwecke eines Daueraufenthalts einreist, begeht in der Regel eine unerlaubte Einreise und wird zur Ausreise und zur Nachholung des Visumverfahrens aufgefordert.

### Grenzübertritt an der Außengrenze des Schengen-Raums

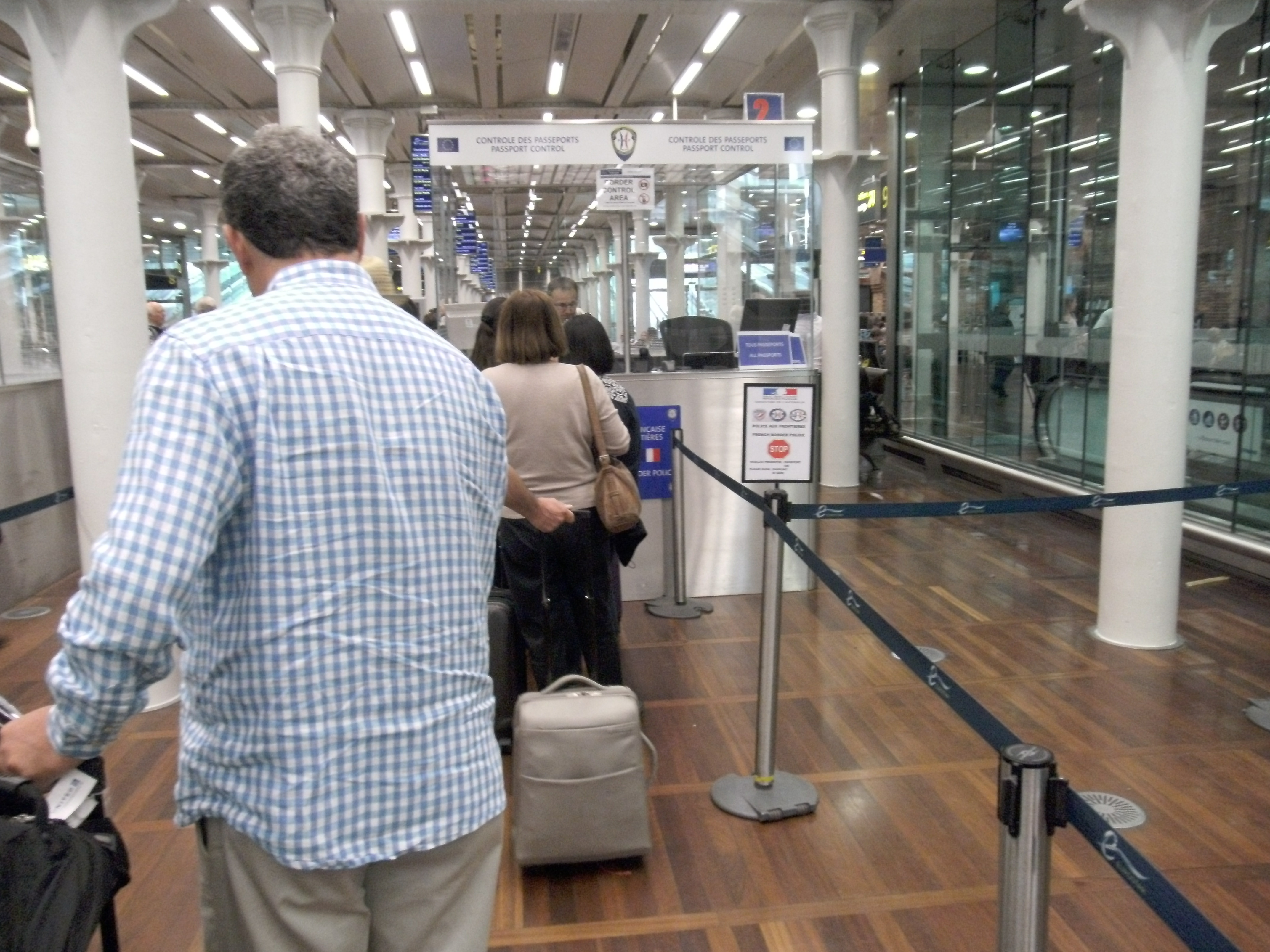
Einreise an einer ungewöhnlichen Schengen-Außengrenze mitten in London: Passagiere des Eurostars werden von der französischen Grenzpolizei im Rahmen der vorgezogenen Grenzabfertigung auf dem Bahnhof St Pancras International vor der Einreise nach Frankreich kontrolliert.

Die Verordnung gilt nur für Einreisen von Drittstaatsangehörigen über eine Außengrenze eines Schengen-Staates in den Schengen-Raum, nicht also bei der Überschreitung einer Binnengrenze (z. B. zwischen Deutschland und Frankreich). Für den grenzüberschreitenden Personenverkehr innerhalb des Schengen-Raums gelten die besonderen Regelungen des Schengener Durchführungsübereinkommens (SDÜ). Nach den Artikeln 20 und 21 SDÜ kann sich ein Drittstaatsangehöriger, der sich legal in irgendeinem Schengen-Staat aufhält, mit der Aufenthaltserlaubnis, dem Visum dieses Mitgliedstaates oder – bei visumfreier Einreise – nur mit seinem Nationalpass auch in jedem anderen Mitgliedstaat insgesamt bis zu 90 Tagen innerhalb eines Zeitraums von 180 Tagen aufhalten, ohne dafür ein ggf. weiteres Visum zu benötigen.
Zwischen den Schengen-Staaten findet zwar keine regelmäßige Personenkontrolle mehr statt; an den Grenzen der Schweiz zu ihren Nachbarstaaten und an den Grenzen zu den sonstigen Staaten des EWR erfolgt aber noch eine Zollkontrolle, weil die Schweiz, Island, Liechtenstein und Norwegen nicht zum Zollgebiet der Europäischen Union gehören und hier wechselseitige Zollvorschriften und Einfuhrbeschränkungen sowie -verbote zu beachten sind. Solchen Zollkontrollen sind alle Reisenden unterworfen.

## Inhalt der Verordnung
Artikel 1 bestimmt allgemeine Grundsätze der Visapolitik. Artikel 2 definiert, was die Verordnung unter Visum versteht.

### Visumpflicht
Das Kernstück der Verordnung bildet Artikel 3 Absatz 1 mit dem Anhang I. Hier sind diejenigen Staaten aufgeführt, deren Staatsangehörige beim Überschreiten der Außengrenzen der Mitgliedstaaten stets ein Visum besitzen müssen. In Fortführung einer früheren Praxis der Verordnung zur Durchführung des Ausländergesetzes werden die Staatsangehörigen dieser Staaten in der deutschen ausländerrechtlichen Praxis häufig als Negativstaater bezeichnet.
Der allgemeinen Visumpflicht unterliegen Staatsangehörige von
Afghanistan, Ägypten, Algerien, Angola, Äquatorialguinea, Armenien, Aserbaidschan, Äthiopien, Bahrain, Bangladesch, Belarus, Belize, Benin, Bhutan, Bolivien, Botsuana, Burkina Faso, Burundi, Cabo Verde (Kap Verde), China, Côte d’Ivoire (Elfenbeinküste), Demokratische Republik Kongo, Dominikanische Republik, Dschibuti, Ecuador, Eritrea, Eswatini, Fidschi, Gabun, Gambia, Ghana, Guinea, Guinea-Bissau, Guyana, Haiti, Indien, Indonesien, Irak, Iran, Jamaika, Jemen, Jordanien, Kambodscha, Kamerun, Kasachstan, Katar, Kenia, Kirgisistan, Komoren, Kongo, Kuba, Kuwait, Laos, Lesotho, Libanon, Liberia, Libyen, Madagaskar, Malawi, Malediven, Mali, Marokko, Mauretanien, Mongolei, Mosambik, Myanmar/Birma, Namibia, Nepal, Niger, Nigeria, Nordkorea, Oman, Pakistan, Papua-Neuguinea, Philippinen, Ruanda, Russland, Sambia, São Tomé und Príncipe, Saudi-Arabien, Senegal, Sierra Leone, Simbabwe, Somalia, Sri Lanka, Südafrika, Sudan, Südsudan, Suriname, Syrien, Tadschikistan, Tansania, Thailand, Togo, Tschad, Tunesien, Türkei, Turkmenistan, Uganda, Usbekistan, Vietnam und Zentralafrikanische Republik.
Außerdem visumpflichtig sind Personen mit Pässen der Palästinensischen Behörde. Dieses Gebiet wird gesondert aufgeführt, weil sie von mindestens einem EU-Mitgliedstaat nicht als Staat anerkannt sind.
Bis zum Abschluss eines Abkommens über die Befreiung von der Visumpflicht besteht noch Visumzwang für die Staatsangehörigen von Dominica, Grenada, Kiribati, Marshallinseln, Mikronesien, Nauru, Palau, Peru, St. Lucia, St. Vincent und die Grenadinen, Timor-Leste (Osttimor), Tonga, Tuvalu, Vanuatu und Vereinigte Arabische Emirate.
Statt eines erforderlichen Visums berechtigt auch jeder Aufenthaltstitel eines Mitgliedstaates zur Einreise in den Schengen-Raum. Legt z. B. ein türkischer Staatsangehöriger bei der Einreise nach Griechenland seinen Nationalpass vor, in dem sich eine deutsche Aufenthaltserlaubnis befindet, ist ihm die Einreise nach Griechenland zu gestatten. Eines zusätzlichen Visums bedarf er nicht. Dies ergibt sich zwar nicht aus der EU-Visum-Verordnung, aber aus Artikel 6 Absatz 1 Buchstabe b Schengener Grenzkodex („[…] außer wenn er Inhaber eines gültigen Aufenthaltstitels […] ist.“) sowie Art. 21 Abs. 1 Schengener Durchführungsübereinkommen.

### Visumbefreiung

Schengen-Gebiet
Andere EU-Mitgliedsstaaten und Staaten außerhalb des Schengen-Gebietes mit Bewegungsfreiheit innerhalb des Schengen-Gebietes
Visumbefreiung für üblicherweise 90 Tage innerhalb eines 180-Tage-Zeitraumes (VO (EU) 2018/1806 Annex II, Positivstaater)
Visum benötigt für einen Aufenthalt innerhalb des Schengen-Gebietes, Transit idr. visafrei (VO (EU) 2018/1806 Annex I, Negativstaater)
Visum benötigt für einen Aufenthalt innerhalb des Schengen-Gebietes sowie für einen Transit (VO (EU) 810/2009 Annex IV, Negativstaater mit Transitvisumpflicht)

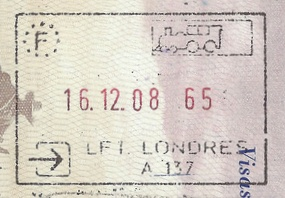
Kein Visum, sondern nur ein Grenzkontrollstempel im Pass eines US-Amerikaners: Links oben das „F“ mit den 12 Europa-Sternen steht für die französischen Behörden; der in den Raum weisende Pfeil links unten belegt einen Einreisevorgang. Aus dem Standort des Grenzübergangs „LFT Londres“ (bedeutet: Liaison fixe transmanche) rechts unten ergibt sich, dass die Einreise auf dem Londoner Bahnhof St Pancras erfolgte, worauf auch das Eisenbahnsymbol rechts oben im Stempel deutet. Hiernach ist der Passinhaber am 16. Dezember 2008 mit dem Eurostar durch den Ärmelkanaltunnel nach Frankreich ins Schengen-Gebiet eingereist. Der Aufbau der Grenzkontrollstempel ist schengenweit gleich.

Artikel 4 Absatz 1 i. V. mit dem Anhang II legt diejenigen Staaten fest, deren Staatsangehörige für Kurzaufenthalte bis zu insgesamt 90 Tagen innerhalb eines Zeitraums von 180 Tagen visumfrei in das Schengengebiet einreisen können. Bei Staatsangehörigen dieser Staaten genügt es, dass diese an einer Außengrenze des Schengen-Raums ihren gültigen Nationalpass vorlegen, sofern sie die sonstigen Einreisevoraussetzungen erfüllen. Dort erhalten sie einen Grenzkontrollstempel und dürfen sich von da ab bis zu insgesamt 90 Tagen innerhalb eines Zeitraums von 180 Tagen in jedem Staat des Schengen-Raums aufhalten. In Fortführung einer früheren Praxis der Verordnung zur Durchführung des Ausländergesetzes, die Staaten, deren Staatsangehörige von der Visumpflicht ausgenommen sind, in einer Anlage ausdrücklich zu listen, werden solche Ausländer in der deutschen ausländerrechtlichen Praxis auch heute noch als Positivstaater bezeichnet.
Keiner Visumpflicht unterliegen
- Staatsangehörige von Albanien,[5] Andorra, Antigua und Barbuda, Argentinien, Australien, Bahamas, Barbados, Bosnien und Herzegowina,[5] Brasilien, Brunei, Chile, Costa Rica, El Salvador, Georgien,[6] Guatemala, Heiliger Stuhl, Honduras, Israel, Japan, Kanada, Kolumbien, Kosovo,[7] Malaysia, Mauritius, Mexiko, Republik Moldau,[8] Monaco, Montenegro,[5] Neuseeland, Nicaragua, Nordmazedonien,[9][5] Panama, Paraguay, Salomonen, Samoa, San Marino, Serbien, ausgenommen Inhaber serbischer Reisepässe, die von der serbischen Koordinationsdirektion (serbisch: Koordinaciona uprava) ausgestellt wurden,[5] Seychellen, Singapur, St. Kitts und Nevis, Südkorea, Trinidad und Tobago, Ukraine,[10] Uruguay, Venezuela und Vereinigte Staaten von Amerika.

- Bewohner der Sonderwaltungsregionen der Volksrepublik China, nämlich der Sonderverwaltungszone Hongkong[11] und der Sonderverwaltungszone Macau.[12]

- Beginnend ab dem Tag, an dem das Unionsrecht keine Anwendung mehr auf das Vereinigte Königreich findet (das war der 1. Januar 2021), wurde durch die Änderungsverordnung (EU) 2019/592 die Visumbefreiung für britische Staatsangehörige eingeführt, die zugleich britische Bürger (British Citizens) sind. Staatsangehörige des Vereinigten Königreichs, die nicht britische Bürger sind, fallen – wie schon zuvor – ebenfalls unter die Visumbefreiung. Die gesonderte Aufführung bestimmter britischer Staatsangehöriger beruht auf dem komplizierten britischen Staatsangehörigkeitsrecht, das zwischen British Citizens und Briten, die kein Aufenthaltsrecht (Right of abode) im Vereinigten Königreich haben, unterscheidet. Zum letztgenannten Personenkreis gehören die
  - britischen Staatsangehörigen (Überseegebiete), engl. British Nationals (Overseas),
  - Bürger der britischen Überseegebiete (engl. British Overseas Territories Citizens) – darunter fallen Anguilla, Bermuda, das Britische Antarktis-Territorium, das Britische Territorium im Indischen Ozean, die Britischen Jungferninseln, die Kaimaninseln, die Falklandinseln, die Kolonie Gibraltar, Montserrat, die Pitcairninseln, St. Helena, Ascension und Tristan da Cunha, Südgeorgien und die Südlichen Sandwichinseln und die Turks- und Caicosinseln,
  - britischen Überseebürger (engl. British Overseas Citizens)
  - Personen unter dem Schutz des Vereinigten Königreichs (engl. British Protected Persons)
  - britische Untertanen (engl. British Subjects).

- Staatsangehörige von Taiwan[13] sind ebenso visumbefreit. Sie werden in der Verordnung in einer besonderen Gruppe aufgeführt, da Taiwan nicht von allen Mitgliedstaaten als Staat anerkannt wird.

- Nach Abschluss eines noch mit der Europäischen Union zu schließenden Abkommens über die Visumbefreiung unterliegen die Staatsangehörigen folgender Länder nicht mehr der Visumpflicht: Dominica, Grenada, Kiribati, Marshallinseln, Mikronesien, Nauru, Palau, Peru, St. Lucia, St. Vincent und die Grenadinen, Timor-Leste (Osttimor), Tonga, Tuvalu, Vanuatu und Vereinigte Arabische Emirate.

Nach Artikel 4 Absatz 2 besteht Visumbefreiung auch
- im Bereich des kleinen Grenzverkehrs an den Außengrenzen der Mitgliedstaaten für Inhaber einer Grenzübertrittsgenehmigung (in Deutschland vgl. § 21 AufenthV),
- für Schülerreisen von Klassenverbänden nach Maßgabe der einschlägigen EU-Vorschriften über die Schülersammelliste (in Deutschland siehe zusätzlich § 22 AufenthV),
- für anerkannte Flüchtlinge und Staatenlose, soweit sie in einem Mitgliedstaat des Schengen-Gebietes wohnen und von diesem Reisedokumente erhalten haben (in Deutschland siehe zusätzlich § 18 AufenthV).

### Neue Staaten
Bei einer Staatenneugründung folgt die Frage der Visumbefreiung bis zu einer Neuregelung zunächst der bisherigen Staatsangehörigkeit des Betroffenen (Artikel 5).

### Ausnahmen und Befreiungen von der Visumpflicht durch Mitgliedstaaten
Artikel 6 Absatz 1 der Verordnung ermächtigt die Mitgliedstaaten, Ausnahmen von der Visumpflicht oder die Einführung der Visumpflicht für bestimmte Personengruppen (z. B. für Inhaber von Diplomatenpässen, Flug- und Sicherheitspersonal) zu beschließen. Deutschland hat hiervon in mehreren Bestimmungen Gebrauch gemacht, nämlich in § 19, § 23, § 24 und in § 25 AufenthV.
Nach Artikel 6 Absatz 2 sind auch generelle Befreiungen von der Visumpflicht möglich, z. B. für Schüler in Schülergruppen, Personen mit Flüchtlingsstatus und für NATO-Bedienstete.
Eine wichtige Bestimmung ist die Ermächtigung in Artikel 6 Absatz 3 der Verordnung. Hiernach können Mitgliedstaaten Ausnahmen von der Visumbefreiung für Staatsangehörige vorsehen, die während ihres Aufenthalts einer Erwerbstätigkeit nachgehen. Diese Ermächtigung findet sich bereits in der Vorgängerverordnung. Sie wurde auch auf Wunsch Deutschlands aufgenommen, dessen Aufenthaltsrecht bisher für die Rechtmäßigkeit des Aufenthalts daran anknüpfte, dass der Drittstaatsangehörige mit dem für den konkreten Aufenthaltszweck erforderlichen Visum eingereist war. Wer etwa mit dem Zweck der Urlaubsreise ein Touristenvisum erschlich, obwohl er beabsichtigte, in Deutschland zu arbeiten, hielt sich nach dem nationalen Rechts Deutschlands nicht rechtmäßig auf.
Die Umsetzung von Artikel 6 Absatz 3 der Verordnung erfolgte in Deutschland durch § 17 AufenthV. Nach dieser Vorschrift entfällt die Visumbefreiung für Staatsangehörige, „sofern sie im Bundesgebiet eine Erwerbstätigkeit ausüben.“ Die praktische Bedeutung dieser Vorschrift ist unklar. Denn zum einen verlangt sie sprachlich, eine bereits aufgenommene Erwerbstätigkeit, die im Zeitpunkt des Grenzübertritts aber in der Regel kaum beweisbar ist, weil der betroffene Drittstaatsangehörige noch nicht arbeitet. Zum anderen bezieht sich die Vorschrift auf Grenzübertritte an einer deutschen Schengen-Außengrenze, die es aber kaum noch gibt. Ob auch ein Grenzbeamter eines anderen Schengen-Staates § 17 der deutschen Aufenthaltsverordnung anwenden muss (Beispiel: Ein Marokkaner reist über Spanien ins Schengen-Gebiet ein, um nach Deutschland weiterzureisen und dort zu arbeiten), ist ungeklärt. Die Bedeutung von § 17 AufenthV reduziert sich letztlich auf die Frage, ob die Visumbefreiung nachträglich entfällt, wenn der Betroffene tatsächlich anfängt zu arbeiten. Auch diese Frage ist von der Rechtsprechung in Deutschland bislang nicht geklärt.

### Sanktionsregelungen
Artikel 7 sieht Sanktionsregelungen für den Fall vor, dass ein Staat, dessen Staatsangehörige nach Artikel 4 visumfrei in den Schengen-Raum einreisen dürfen, für Staatsangehörige mindestens eines Mitgliedstaats die Visumpflicht einführt. Für die Staatsangehörigen dieses Staates wird dann ein Gegenseitigkeitsmechanismus ausgelöst und ebenfalls die Visumpflicht eingeführt.
Artikel 8 sieht in Notfällen die zeitweise Aussetzung der Befreiung von der Visumpflicht i. S. des Artikels 4 vor. Solche Gründe können darin liegen, dass die Zahl der Staatsangehörigen eines Drittstaates, denen die Einreise verweigert werden musste, erheblich angestiegen ist. Ein solcher Grund kann auch in dem erheblichen Anstieg der Asylanträge von Personen aus diesem Drittstaat liegen. Weiterer Grund ist die Verschlechterung der Rückübernahme von Personen, die das Drittland aufnehmen muss.

### Berichtspflichten und Schlussbestimmungen
Über Maßnahmen nach den Artikeln 7 und 8 berichtet die Kommission dem Europäischen Parlament (Artikel 9). Artikel 10 begründet eine Zuständigkeit der Kommission für den Erlass von Rechtsakten nach den Artikeln 7 und 8. Dazu wird die Kommission von einem Ausschuss unterstützt (Artikel 11). Artikel 12 sieht Informationspflichten über getroffene Maßnahmen eines Mitgliedstaates nach Artikel 6 an die übrigen Mitgliedstaaten vor. Artikel 13 stellt klar, dass es weiterhin in der Zuständigkeit jedes Mitgliedstaates steht, Staaten und deren Reisedokumente anzuerkennen. Artikel 14 und Artikel 15 bestimmen das Inkrafttreten der Verordnung und das Außerkrafttreten der Vorgängerverordnung.